# Gonioctena olivacea
Espèce
Synonymes
- Chrysomela olivacea Forster, 1771[1]
- Phytodecta olivacea (Forster, 1771)[1]
- Spartophila olivacea (Forster, 1771) [1]

Gonioctena olivacea, de nom commun Chrysomèle insipide, est une espèce européenne de coléoptères  de la famille des Chrysomelidae.

## Description
Le coléoptère a une longueur de corps de 3 à 5 mm. La tête et le pronotum sont rougeâtres, les élytres jaunes. Ces derniers ont une couture noire et une bande sombre sur le renflement de l'épaule. Plusieurs rangées de points traversent les élytres.

## Répartition
L'espèce est présente de la péninsule ibérique à l'Europe centrale et aux îles britanniques.

## Comportement
L'espèce forme une génération par an. Les coléoptères adultes volent à partir de mai. Ils peuvent être observés le plus souvent fin juillet/début août.

## Écologie
La larve et l'imago consomme les feuilles des plantes Cytisus arboreus, Cytisus commutatus, Cytisus multiflorus, Cytisus oromediterraneus, Cytisus scoparius, Genista cinerascens, Genista florida, Genista tinctoria, Laburnum anagyroides, Lupinus, Ulex europaeus.